# دوشنبه (فیلم)
دوشنبه (انگلیسی: Monday) فیلمی به کارگردانی سبو است که در سال ۲۰۰۰ منتشر شد. از بازیگران آن می‌توان به یاسوکو ماتسویوکی، ماسانوبو آندو و نائومی نیشیدا اشاره کرد.